# Digimon
Digimon (デジモン), terme pres de Digital Monsters (デジタルモンスター) eren una gamma de figures tamagotchi, que van passar a convertir-se en un anime basada en criatures que habiten en el Digimón, un món digital.
Inicialment, Digimon va començar essent un Tamagotchi creat per Bandai, llançat originalment al mercat el 26 de juny de 1997. Tenen la capacitat d'augmentar de poder, forma i color (digievolucionar) quan el seu company digital els proporciona força. A causa del gran èxit assolit, van ser creats nous derivats d'aquesta sèrie que a poc a poc va prendre forma, fins a crear-se una veritable anime de "monstres digitals" també coneguts com a "digimons".
El primer manga de la saga, titulat "C'mon Digimon", va ser llançat en l'estiu del mateix any, el que després va donar lloc a una segona il·lustració anomenada "Digimon Adventure V-Tamer 01", la qual va ser publicada el novembre de 1998. En els anys següents, es va publicar un manga anomenat Digimon D-Cyber, basat en l'escenari creat pels V-Pets conegut com a Digimon Chronicles (del que més tard se'n va fer una pel·lícula).